# Seznam utkání HC Vervy Litvínov v hokejové lize mistrů

## Utkání Litvínova v hokejové lize mistrů
| Utkání | Datum utkání | Sezona    | Soutěž        | Domácí            | Výsledek | Hosté             | Třetiny               | Branky za Litvínov                                                                        |
| ------ | ------------ | --------- | ------------- | ----------------- | -------- | ----------------- | --------------------- | ----------------------------------------------------------------------------------------- |
| 01.    | 21.8.2015    | 2015/2016 | Skupina F     | Grenoble          | 1 : 4    | HC Verva Litvínov | (0:0, 0:3, 1:1)       | Michal Trávníček, Jakub Šrámek, Filip Pavlík, František Gerhart                           |
| 02.    | 23.8.2015    | 2015/2016 | Skupina F     | Espoo Blues       | 0 : 1    | HC Verva Litvínov | (0:0, 0:1, 0:0)       | Peter Jánský                                                                              |
| 03.    | 27.8.2015    | 2015/2016 | Skupina F     | HC Verva Litvínov | 6 : 4    | Grenoble          | (1:0, 5:2, 0:2)       | Michal Trávníček, Viktor Hübl, Ondřej Jurčík, Pavel Smolka, Filip Pavlík, František Lukeš |
| 04.    | 6.9.2015     | 2015/2016 | Skupina F     | HC Verva Litvínov | 3 : 2 PP | Espoo Blues       | (1:0, 0:1, 1:1, 1:0)  | Filip Pavlík, Jiří Gula, Viktor Hübl v prodloužení                                        |
| 05.    | 22.9.2015    | 2015/2016 | Nejlepších 32 | Vienna Capitals   | 3 : 4    | HC Verva Litvínov | (1:4, 1:0, 1:0)       | Robin Hanzl, František Lukeš, Peter Jánský, Petr Chaloupka                                |
| 06.    | 6.10.2015    | 2015/2016 | Nejlepších 32 | HC Verva Litvínov | 2 : 2 PP | Vienna Capitals   | (0:0, 0:0, 1:2 – 1:0) | Peter Jánský, František Lukeš v prodloužení                                               |
| 07.    | 3.11.2015    | 2015/2016 | Osmifinále    | HC Verva Litvínov | 2 : 1    | Frölunda Göteborg | (0:0, 1:0, 1:1)       | Karel Kubát, Robin Hanzl                                                                  |
| 08.    | 10.11.2015   | 2015/2016 | Osmifinále    | Frölunda Göteborg | 6 : 0    | HC Verva Litvínov | (0:0, 3:0, 3:0)       | nikdo                                                                                     |

## Celková bilance
| HC Verva Litvínov        | Doma / venku                     | Celkem |
| ------------------------ | -------------------------------- | ------ |
| Vítěz HC Verva Litvínov  | 3× vítěz doma – 3× vítěz venku   | 6×     |
| Prohra HC Verva Litvínov | 0× prohra doma – 1× prohra venku | 1×     |
| Remíza                   | 1×                               |        |
| Počet zápasů             | 8×                               |        |